# To the beginning
to the beginning – dziesiąty singel zespołu Kalafina, wydany 18 kwietnia 2012 roku. Została także wydana limitowana edycja anime. Tytułowy utwór został wykorzystany jako opening w anime Fate/Zero 2nd Season, a utworu Manten (jap. 満天) użyto jako ending w odcinku 18. i 19. tego anime.
Singel osiągnął 11. pozycję w rankingu Oricon, sprzedano 52 413 egzemplarzy.

## Lista utworów
Wszystkie utwory zostały skomponowane i napisane przez Yuki Kajiura.

### CD, CD+DVD
| CD  |                                           |      |
| Nr  | Tytuł                                     | Czas |
| 1.  | "to the beginning"                        | 4:16 |
| 2.  | "Manten" (jap. 満天)                      | 5:15 |
| 3.  | "to the beginning 〜instrumental〜"       | 4:16 |
| DVD |                                           |      |
| Nr  | Tytuł                                     | Czas |
| 1.  | "to the beginning Music Clip" (wideoklip) |      |

### Limitowana edycja anime
| CD  |                                           |      |
| Nr  | Tytuł                                     | Czas |
| 1.  | "to the beginning"                        | 4:16 |
| 2.  | "Manten" (jap. 満天)                      | 5:15 |
| 3.  | "to the beginning ~TV size~"              | 1:30 |
| DVD |                                           |      |
| Nr  | Tytuł                                     | Czas |
| 1.  | "to the beginning Music Clip" (wideoklip) |      |

## Notowania
| Lista                             | Pozycja     |
| --------------------------------- | ----------- |
| Oricon Weekly Singles Chart       | 11          |
| Billboard Japan Hot 100           | 6           |
| Billboard JAPAN Hot Singles Sales | 9           |
| Billboard JAPAN Hot Animation     | 2           |
| Billboard JAPAN Hot Top Airplay   | 39          |
| Sound Scan                        | 10          |
| CDTV                              | 12          |
| RIAJ chart music distribution fee | 5           |
| Rekochoku                         | 34 download |